# Hörbahn

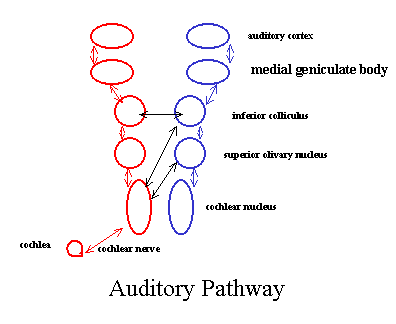
Lage der wichtigsten Kerngebiete der Hörbahn.

Die Hörbahn ist der zentralnervöse Teil („Zentrales Hören“) des Auditorischen Systems bei Mensch und Tier. Das Auditorische System (Synonym: Auditives System) gehört zu den Sinnessystemen und ist für die Auditive Wahrnehmung, das Hören, zuständig. Alle im Schall vorhandenen Informationen werden im auditorischen System verarbeitet und ausgewertet. Die Hörbahn besteht aus aufsteigenden und absteigenden Nervenbahnen und in sie eingeschaltete Kerngebiete („Hörkerne“).

## Funktionsweise
Bei landlebenden Tieren wird Luftschall zunächst vom Luftmedium auf das mit Flüssigkeit gefüllte Innenohr übertragen. Dort wird die mechanische Energie an den inneren Haarsinneszellen in elektrische Energie umgeformt (diesen Prozess nennt man mechanoelektrische Signaltransduktion) und danach in den Axonen des Hörnervs in Form von Aktionspotentialen ins Gehirn geleitet.
Beim Menschen und anderen Säugern beginnt die Hörbahn an den Sinneszellen des Innenohrs, die über glutamaterge Synapsen Nervenzellen erregen, deren Zellkörper im Ganglion spirale liegen. Diese Nervenzellen sind Teil des Hörnervs. In ihm führen die Fasersysteme zu den  Nuclei cochleares (= Schneckenkernen), welche in der Medulla oblongata (Teil des Stammhirns) liegen.
Ein Teil der Fasern zieht direkt weiter zum gleichseitigen (ipsilateralen) Colliculus inferior im Mittelhirn. Die Masse der Fasern wird als Corpus trapezoideum, unter teilweiser Verschaltung im oberen Olivenkernkomplex, zu dem der Nucleus corporis trapezoidei (englisch Medial nucleus of the trapezoid body, MNTB) gehört, von der gleichseitigen (ipsilateralen) auf die gegenseitige (kontralaterale) Hemisphärenseite geführt und zieht dort als Lemniscus lateralis zum Colliculus inferior auf.
Im oberen Olivenkernkomplex werden parallel Laufzeitunterschiede bzw. Laufzeitdifferenzen (Interaural Time Difference, ITD) und Intensitätsunterschiede bzw. Intensitätsdifferenzen (Interaural Level Difference, ILD) zwischen beiden Ohren ausgewertet, sodass die Richtung einer Schallquelle geortet werden kann.
Im Lemniscus lateralis werden in den Nuclei lemnisci lateralis weitere Nervenzellen umgeschaltet. Dort und in den Colliculi inferiores kreuzt ein Teil der Fasern wieder zurück auf die Gegenseite.
Vom Colliculus inferior werden die Fasern zum Corpus geniculatum mediale im Zwischenhirn geleitet, die zum letzten Mal verschaltet und als Hörstrahlung, die kurz durch das Crus posterior der Capsula interna verläuft, dem auditiven Cortex im Temporallappen zugeführt werden.
Mehrere Seitenkreuzungen und Seitenkopplungen (Kommissuren) der auditorischen Fasern ermöglichen das Richtungshören und die Ergänzung eventuell unvollständiger Information der Einzelohren.
Vom oberen Olivenkomplex werden Fasern wieder zum Innenohr zurückgesendet (über den Nervus vestibulocochlearis, den achten Hirnnerv), wo sie die Empfindlichkeit des Hörens modulieren. Diese Fasern enden vor allem an den äußeren Haarsinneszellen.